# Johann Konrad Schwarz
Johann Conrad Schwarz (auch: Schwartz; * 1676 in Coburg; † 3. Juni 1747 ebenda) war ein deutscher Gymnasiallehrer und evangelischer Theologe.

## Leben
Der Sohn des Coburger Bürgers Georg Schwarz und dessen Frau Magarethe geb. Goldschmied stammte aus einfachen Verhältnissen. Nach dem Besuch der Stadtschule und des Pädagogiums seiner Heimatstadt studierte Schwarz ab 1696 Theologie an der Universität Jena. Hier waren Johann Andreas Danz (1654–1727) in den morgenländischen Sprachen, Georg Schubart (1650–1701) in Philosophie, Johann Paul Hebenstreit (1664–1718), Georg Albrecht Hamberger (1652–1716), Johann Jakob Müller (1650–1716) und Johann Philipp Treuner (1666–1722) seine Lehrer. Die theologischen Vorlesungen besuchte er bei Friedemann Bechmann (1628–1703), Valentin Veltheim (1645–1700) und Johann Franz Buddeus.
Buddeus folgend, wechselte er an die Universität Halle. In Halle studierte er bei Johann Heinrich Michaelis die Äthiopische Sprache, und er besuchte Vorlesungen zum Kirchenrecht bei Christian Thomasius. Nachdem er in Halle unter Buddeus einige Male disputiert hatte, wechselte zur weiteren Ausbildung 1703 an die Universität Leipzig. Hier waren unter anderem Johannes Olearius, Johann Schmid, Thomas Ittig und Gottlob Friedrich Seligmann seine Lehrer, die ihn in der Exegese des Neuen Testaments und in der christlichen Ethik ausbildeten.
Bald entschloss er sich eine Bildungsreise durch Niedersachsen, Westfalen und an holländische Universitäten zu unternehmen, wo er sich mit den bedeutenden Gelehrten jener Zeit bekannt machte. Zurückgekehrt wurde er 1706 außerordentlicher Professor der lateinischen Sprache am Gymnasium Casimirianum in Coburg, danach ordentlicher Professor der Poesie und 1713 Professor der Rhetorik und griechischen Sprache. Nachdem er das Lizentiat der Theologie erworben hatte, wurde er 1732 Professor der Theologie, der Logik und der morgenländischen Sprachen in Coburg, Rektor des Gymnasiums und wurde an der Universität Altdorf zum Doktor der Theologie promoviert. In seinen letzten Lebensjahren erblindete er, so dass ihn ein Adjunkt in seinen Aufgaben unterstützte.

## Familie
Aus seiner Ehe mit Rosina Catharina, der Tochter des Coburger Steuereinnehmers Michael Hapach, sind zwei Töchter und ein Sohn bekannt. Von den Kindern kennt man:
- Johann Conrad Schwarz wurde Theologe
- Eva Barbara Schwarz, verheiratet mit dem Kommissionsrat Göbel in Hildburghausen
- Helena Maria Schwarz

## Werkauswahl
- Tentaminis de plagio litterario Dissertatio I. Halle 1701.
- Diss. de vaticinio Usserii de Cromwellio. Halle  1702.
- Liber unus de plagio litterario, cum praefatione J.F. Bnddei. Leipzig 1706.
- Demonstrationes Dei, quem ratio docet et Scriptura Sacra. Hilpertshausen 1708.
- Horatii Tursellini liber de particulis Latinae linguae, olim recognitus a Jo. Thomasio. Editio II Leipzig  1709; Editio III Leipzig, 1734.
- Epistola ad G. G. de Leibnitz, novam designationam veteris Helvetiae finium longius, cquam vulgo solet, protraheadorum, complexa. Coburg 1710.
- Epistola ad illustrem Dn. Zollmannum de corruptis quibusdam et obscuris Cornelii Taciti locis. Coburg 171
- Notae in Siculum Flaccum, quae Goesianarum et Rigaltianarum supplementum sint. Coburg 1711.
- De Mohammedis furto Scripturae Sacrae liber unus. Leipzig 1711.
- Progr. de illustrando poliendoque Palladio; rei rusticaa scriptore. Coburg 1713.
- Diss. III de Necromantia mulierculae Endorioae. Coburg 1713–1714
- Diss. inaug. de usu et praestantia Daemonum ad demonstrandam naturam Dei. Altdorf 1715.
- Miscellanea philologica et theologica. Coburg 1715.
- Carmina et fragmenta carminum familiae Caesareae h. e. Caesaris germanici, quae exstant, Opera omnia, cum Latins, tram Graece, com comntentariis integris virorum doctorum. Altdorf 1715.
- Diss. de recondita Epicuri Theologia. Pars I et II. Altdorf 1718.
- Diss, de Democriti Theologia. Altdorf 1719.
- Monumenta ingeniorum hujus et suparioria saeculi Tom. I–IV. Altdorf 1719–1729
- Jo. Olearii liber de* stylo Novi Testamenti, animadversionibus et notis illuitratus, cum J. H. Boecleri Diss. de lingua Novi Testamenti originali. Altdorf 1721.
- Nova et accuratior explicatio nemeseon quarundam a Montseauconio collectarum. Altdorf 1727.
- De Soloecismis discipulorum Jesu Christi opinatis. Altdorf 1780.
- Chr. Cellarii notitia orbis antiqui s. Geographia plenior. Alteram hanc editionem, annotationibus varii generis partim e scriptis veterum partim e recentiorum observationibus illustravit. Tom. I et II. Leipzig 1731–1732
- Grammatica latina. Coburg 1732.
- Progr. de fide divina adversus Jo. Clericum. Coburg 1732.
- Progr. VI. adversus Jo. Tillotsortii orationem XLVIII de divinis rationibus salvandi generis humani per Christum humana natura induendum. Coburg 1733.
- Progr. IV de naevis Grammaticarum quarundam Hebraitarum. Coburg 1734.
- Progr. de Crethaeis et Plethaeis. Coburg 1735.
- Commentarii critici et pbilologici linguae graecae Novi Foeteris divini. Leipzig 1736.
- Progr. IV de oculo, morum magistro. Coburg 1738.
- Theophrasti characteres morum; cum nova versione latina, meditis A. Buchneri notis, supplementis, item varr. lecit. MSS. et commentationibus suis. Coburg 1789.